# Antoine Jourdan
Pas d'image ? Cliquez ici

a Compétitions nationales et continentales officielles uniquement.

b Matchs officiels uniquement.
Dernière mise à jour le 23 mars 2022.
Antoine Jourdan, né le 5 avril 1999, est un joueur français de rugby à XV évoluant au poste de deuxième ligne.

## Carrière
Antoine Jourdan est issu du centre de formation de l'Union Bordeaux Bègles qu'il a rejoint en 2014. Auparavant, il a débuté le rugby en 2004 avec l'US Fumel Libos.
Il s'engage avec Soyaux Angoulême XV Charente pour deux saisons en mai 2020. A l'issue de la saison 2020-2021 de Pro D2, il n'est pas conservé par le club charentais qui est relégué en Nationale.
Il a été retenue avec l'équipe de France des moins de 20 ans et auparavant avec celle des moins de 18 ans.
Durant l'été 2021, il s'engage en Fédérale 1 avec le CM Floirac.

## Palmarès
Néant.